# Callopistria anthracita
Callopistria anthracita är en fjärilsart som beskrevs av Wagner 1923. Callopistria anthracita ingår i släktet Callopistria och familjen nattflyn. Inga underarter finns listade i Catalogue of Life.